# 나인스 게이트
《나인스 게이트》(영어: The Ninth Gate)는 미국에서 제작된 로만 폴란스키 감독의 1999년 드라마, 판타지, 공포, 미스터리, 스릴러 영화이다. 조니 뎁 등이 주연으로 출연하였고 로만 폴란스키 등이 제작에 참여하였다. 미국, 포르투갈, 프랑스, 스페인 등 국제적인 공동 제작으로 만들어진 영화이며 아르투로 페레스 레베르테의 1993년 소설 The Club Dumas에 기반을 두고 있다.

## 출연

### 주연
- 조니 뎁
- 레나 올린
- 프랭크 란젤라
- 제임스 루소
- 잭 테일러
- 조스 로페즈 로데로
- 앨런 가필드

### 조연
- 바바라 제포드
- 엠마누엘 자이그너

## 기타
- 원작자: 아르뛰르 페레즈-리베르떼
- 공동제작: 마크 앨런
- 공동제작: 안토니오 카르데날
- 공동제작: 알래엔 바니어
- 라인프로듀서: 수잔 위센펠드
- 미술: 딘 타불라리스
- 의상: 안소니 포웰
- 배역: 하워드 퓨어